# Konrad Breitenborn

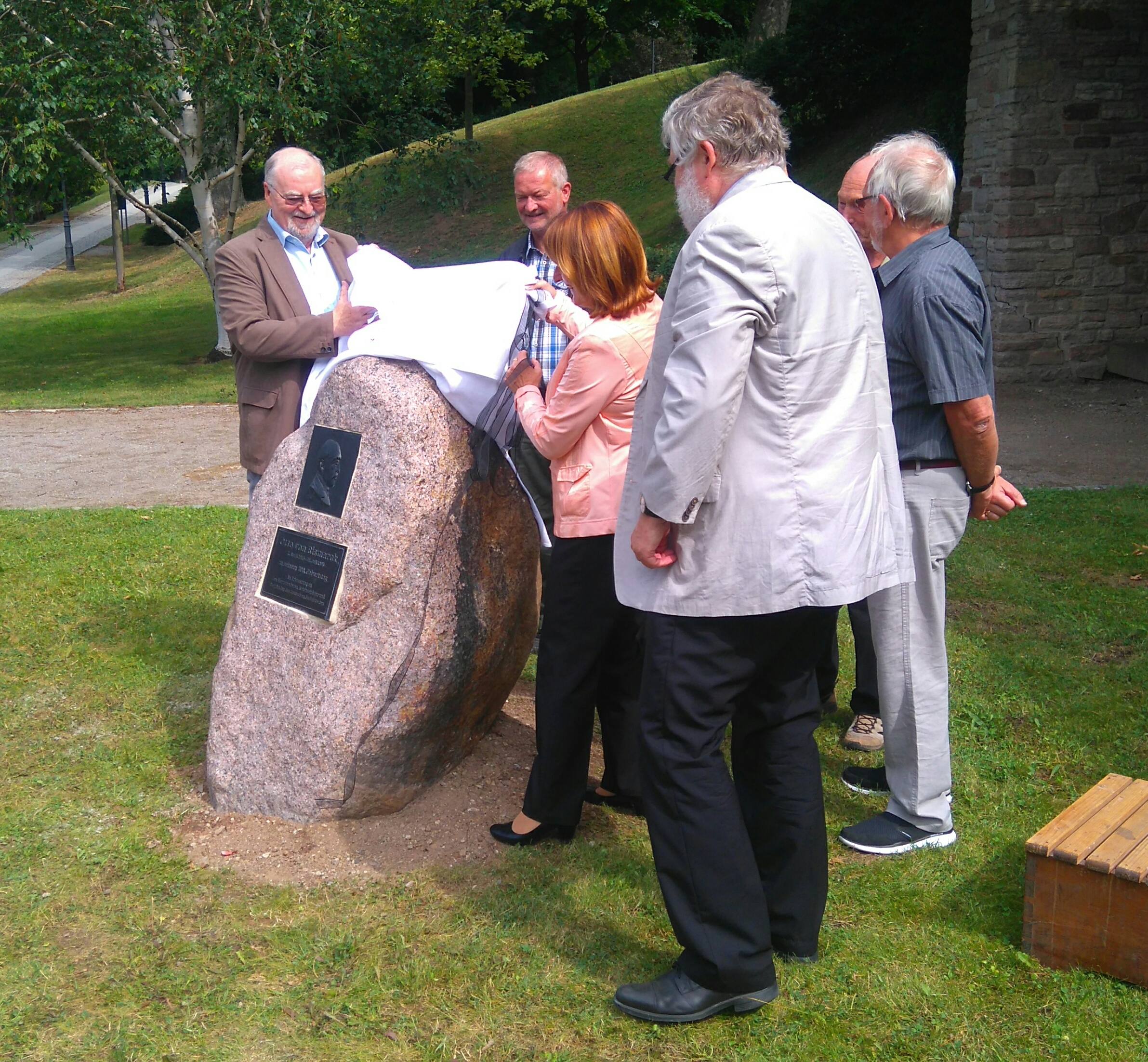
Konrad Breitenborn (vorn) bei der Enthüllung des Bismarckdenkmals in Wernigerode, 2016

Konrad Breitenborn (* 1. Juli 1950 in Halle (Saale)) ist ein deutscher Historiker und Museumsfachmann.

## Leben
Breitenborn studierte von 1969 bis 1973 Geschichte, Germanistik und Kunstgeschichte an der Friedrich-Schiller-Universität in Jena. Anschließend war er wissenschaftlicher Mitarbeiter des von Karl Üblacker geleiteten Feudalmuseums Schloss Wernigerode. Nach der Promotion A zum Dr. phil. (1980) habilitierte er sich 1992 an der Martin-Luther-Universität Halle-Wittenberg für das Fach Neuere Geschichte.
Breitenborn wurde durch zahlreiche Publikationen im Bereich der regionalen Kulturgeschichte und der Landesgeschichte Sachsen-Anhalts sowie als Herausgeber einschlägiger Quelleneditionen bekannt. Von 1993 bis 1996 war er wissenschaftlicher Leiter des Instituts für Kunst- und Kulturgut Schloss Wernigerode, 1996 wurde er Abteilungsleiter Wissenschaft und 1997 Stellvertreter des Direktors der Stiftung Dome und Schlösser in Sachsen-Anhalt. Gleichzeitig war er Lehrbeauftragter des Instituts für Geschichte der Otto-von-Guericke-Universität Magdeburg, die ihn 2005 zum Honorarprofessor ernannte.
Breitenborn ist Inhaber etlicher Ehrenämter, u. a. Ehrenpräsident des Landesheimatbundes Sachsen-Anhalt und stellvertretender Vorsitzender der Gesellschaft für Demokratie- und Zeitgeschichte Sachsen-Anhalt e. V. Seit 2003 ist er stellvertretender Vorstandsvorsitzender der Landesmedienanstalt Sachsen-Anhalt. 
Am 8. Oktober 1996 erhielt er das Bundesverdienstkreuz am Bande.
Am 11. November 2022 wurde Breitenborn mit dem Verdienstorden des Landes Sachsen-Anhalt geehrt.

## Politik
Breitenborn trat 1970 der DDR-Blockpartei LDPD bei. Von 1990 bis 1994 war er Mitglied der FDP-Fraktion im Landtag von Sachsen-Anhalt. Er ist ordentliches Mitglied der Historischen Kommission für Sachsen-Anhalt.

## Werke
- Im Dienste Bismarcks – Die politische Karriere des Grafen Otto zu Stolberg-Wernigerode, Verlag der Nation, Berlin 1984, ISBN 3-373-00394-6.
- Bismarck. Kult und Kitsch um den Reichsgründer. Aus den Beständen des früheren Bismarck-Museums in Schönhausen (Elbe) und dem Archiv der ehemaligen Stendaler Bismarck-Gesellschaft, Leipzig/Frankfurt am Main 1990
- Graf Otto zu Stolberg-Wernigerode. Deutscher Standesherr und Politiker der Bismarckzeit. Ausgewählte Dokumente. Jüttners Buchhandlung, Wernigerode 1993, ISBN 3-910157-01-7.
- Die Bodenreform in Sachsen-Anhalt: Durchführung, Zeitzeugen, Folgen; Tagung in Stendal am 21. und 22. November 1997 / [hrsg. von Rüdiger Fikentscher und Boje Schmuhl in Verbindung mit Konrad Breitenborn als gemeinsame Veröffentlichung der Gesellschaft für Demokratie- und Zeitgeschichte Sachsen-Anhalt e. V. und der Stiftung Schlösser, Burgen und Gärten des Landes Sachsen-Anhalt], Stekovics, Halle an der Saale 1999, ISBN 3-932863-16-X.
- Die Aktion Ungeziefer. Zwangsaussiedlung aus dem Kreis Wernigerode im Frühjahr 1952 – Aufsätze zum 775-jährigen Jubiläum der Stadt Wernigerode/775 Jahre Stadtrecht Wernigerode, in: Harz-Zeitschrift, Hrsg.: Harzverein für Geschichte und Altertumskunde e. V., 56. Jg. 2004, Berlin; Wernigerode: Lukas Verl., 2005, ISSN 0073-0882, DNB 011249188, ISBN 3-936872-42-2, OCLC 470195792.
- Deutscher Gruß mit Weidmannsheil. Das Staatsjagdrevier „Letzlinger Heide“ in der Zeit des Nationalsozialismus. Eine Dokumentation. (= Veröffentlichungen der Kulturstiftung Sachsen-Anhalt, Heft 8) Janos Stekovics, Dößel 2023, ISBN 978-3-89923-448-0.